# Nexive
Nexive è un'azienda italiana del settore delle spedizioni postali e commercio elettronico, con sede a Milano. Dal 2021 fa parte del gruppo Poste italiane.

## Storia

Logo aziendale fino al maggio 2014

L'azienda fu concepita nel 1998 col nome di TNT Post Italia grazie a una serie di acquisizioni di aziende private locali del settore, tra le quali la storica azienda Rinaldi L'Espresso, da parte della società madre TNT Post Group.
Negli anni che seguirono, grazie soprattutto alla liberalizzazione del mercato postale italiano iniziata nel 1997, l'azienda è diventata il primo operatore privato del mercato postale nazionale, seconda solo a Poste Italiane considerando anche le aziende pubbliche.
Il 26 maggio 2011 avveniva ufficialmente lo scorporo dalla società madre del settore delle spedizioni espresse, andando a formare la nuova compagnia indipendente TNT Express, seguito dal cambio di nome della società madre, mantenente le attività postali, in PostNL, a sua volta seguito dal rebranding generale delle sussidiarie per svincolare il marchio TNT. Tale processo portò, nel maggio 2014, al cambio di nome di TNT Post Italia in Nexive, con un marchio ispirato a quello di PostNL, la società madre, e con un programma che mirasse a espandere il mercato postale verso il settore del commercio elettronico.
Nel 2018 PostNL avvia il processo di vendita di Nexive, finalizzato nel 2020 cedendo l'80% delle quote a Mutares.
Nel 2020 viene annunciata l'acquisizione di Nexive da parte di Poste italiane, completata il 29 gennaio 2021 per 34,4 milioni di euro.

## Attività
Con una quota di mercato pari al 7,7% sul servizio universale e al 4% sugli altri servizi postali, TNT Post (poi rinominata in Nexive) nel 2013 era il primo operatore postale privato nazionale.
Nel 2020 è il secondo operatore italiano per consegne di corrispondenza e pacchi, con una quota di mercato rispettivamente del 12% e dell'1%.